# うお座ベータ星
うお座β星（英語: Beta Piscium、Beta Psc）は、うお座にある青白い色の恒星である。視等級は4.52で、肉眼でもみることができる。ガイア計画で測定された年周視差の最新データに基づいて計算された地球からの距離は約420光年である。

## 特徴
うお座β星はBe星、つまりスペクトル型がB型で輝線スペクトルがみられる恒星である。うお座β星のスペクトル型はB6 Ve、質量は太陽の5倍、半径は太陽の3.6倍と推定される。また、うお座β星は変光星である可能性もある。光度は太陽の810倍で、有効温度は15,500Kと推定される。自転速度は高く、下限速度は100km/sとみられる。
Be星の例に漏れず、うお座β星も星周円盤を持つとされる。干渉法による観測で円盤の大きさを推定したところ、半径が中心星の9.3倍（概ね1.5au）程度となった。

## 名称
「魚の口」を意味するアラビア語 فم السمكة（fum al-samakah）に由来する、フム・アル・サマカー（Fum al Samakah）という固有名がある。2018年6月1日、国際天文学連合の恒星の命名に関するワーキンググループ (Working Group on Star Names, WGSN) は、Fumalsamakah をうお座β星の固有名として正式に承認した。
中国では、雷を意味する霹靂（拼音: Pī Lì）という星官を、うお座γ星、うお座θ星、うお座ι星、うお座ω星と共に形成する。うお座β星自身は、霹靂一（拼音: Pī Lì yī）、つまり霹靂の1番星と呼ばれる。